# Ben Price
Benjamin "Ben" Price es un actor británico, conocido por haber interpretado a Nick Tilsley en la serie Coronation Street.

## Biografía
Ben es hijo de Colin y Penny Price, tiene un hermano menor, Tom. 
En enero del 2005 se casó con la estilista de moda Alexandra "Alex" Wheeler, la pareja le dio la bienvenida a su primera hija juntos, Paloma Price en el 2007.

## Carrera
De 1998 a 1999 apareció como invitado en series como  Bugs, Hope & Glory, Peak Practice, Heartbeat, Supply & Demand y en la exitosa serie australiana Home and Away donde interpretó a Geoffrey Burns, el hijo de Bill Burns (Michael Carter), quien después de conocer a Selina Cooke en África, esta contrae malaria y él la trae de vuelta a Inglaterra para que se recupere.
Del 2004 al 2005 interpretó al futbolista Conrad Gates en la serie Footballers' Wives, el capitán del equipo de Inglaterra y esposo de Amber Gates (Laila Rouass). Conrad fue asesinado accidentalmente por Bruno Milligan (Ben Richards) al final de la cuarta temporada cuando este lo confundió con Giles Arrowsmith, quien había secuestrado a Lucy Milligan (Helen Latham).
En el 2006 interpretó a Chris en la película de terror Blood Trails.
En el 2007 interpretó al director corporativo Nathan Spencer en la serie Casualty, anteriormente había aparecido por primera vez en la serie en 1996 donde interpretó a Jimmy Sellars en el episodio "Flesh and Blood". 
En el 2009 apareció como invitado en dos episodios de la serie The Tudors donde interpretó al mártir protestante John Lambert que fue quemado por ser considerado un hereje por la Iglesia católica y la Iglesia del rey Enrique VIII de Inglaterra.
El 21 de diciembre de 2009 se unió al elenco de la exitosa serie británica Coronation Street donde interpretó a Nicholas Paul "Nick" Tilsley, el hijo mayor de Brian Tilsley y Gail Platt. hasta el 2 de junio de 2017. Anteriormente el personaje fue interpretado por los actores Warren Jackson de 1981 a 1996 y por Adam Rickitt de 1997 al 2004.

## Filmografía

### Series de televisión
| Año         | Título                        | Personaje      | Notas                                       |
| ----------- | ----------------------------- | -------------- | ------------------------------------------- |
| 2009 - 2017 | Coronation Street             | Nick Tilsley   | 951 episodios                               |
| 2009        | The Tudors                    | John Lambert   | 2 episodios                                 |
| 2007        | Casualty                      | Nathan Spencer | 74 episodios                                |
| 2005        | The Bill                      | Greg Webster   | episodio "343"                              |
| 2005        | Footballers Wives: Extra Time | Conrad Gates   | episodio # 1.1                              |
| 2004 - 2005 | Footballers' Wives            | Conrad Gates   | 18 episodios                                |
| 2002        | Wire in the Blood             | Michael Jordan | 2 episodios                                 |
| 2001        | Table 12                      | David          | episodio "Guess Who's Not Coming to Dinner" |
| 2000        | Badger                        | Dion           | 2 episodios                                 |
| 1999        | Bugs                          | Wymark         | 2 episodios                                 |
| 1999        | Hope & Glory                  | Mr. Jakes      | 2 episodios                                 |
| 1999        | Peak Practice                 | Tom Wise       | episodio "Fighting Chance"                  |
| 1998        | Heartbeat                     | John Fraser    | episodio "Where There's a Will"             |
| 1998        | Supply & Demand               | Jonathan       | miniserie - episodio "Raw Recruit: Part 1"  |
| 1998        | Home and Away                 | Geoffrey Burns | episodio # 1.2531                           |
| 1997        | Underworld                    | Corredor       | episodio # 1.5                              |
| 1997        | Soldier Soldier               | Chris Howden   | episodio "The Road to Damascus"             |

### Películas
| Año  | Título       | Personaje | Notas                                   |
| ---- | ------------ | --------- | --------------------------------------- |
| 2006 | Blood Trails | Chris     | junto a Rebecca R. Palmer               |
| 2002 | Flyfishing   | James     | junto a Helen Baxendale & Kate Ashfield |

### Teatro
| Año  | Obra                      | Personaje   | Teatro                      | Notas                                                |
| ---- | ------------------------- | ----------- | --------------------------- | ---------------------------------------------------- |
| 2004 | Dancing at Lughnasa       | Gerry       | Gate Theatre Dublin         | junto a Dawn Bradfield, Derbhle Crotty & Peter Gowen |
| -    | Just Before War           | Oficial     | Young Vic Theatre           | -                                                    |
| -    | Iphigenia                 | -           | Sheffield Theatre           | -                                                    |
| -    | On The Razzle             | Sonders     | Chichester Festival Theatre | -                                                    |
| -    | How The Other Half Lovers | Bob Philips | Warford Palace Theatre      | -                                                    |
| -    | Shoe Shop Of Desire       | -           | -                           | -                                                    |
| -    | All's Well That Ends Well | -           | Royal Exchange              | -                                                    |
| -    | Entertaining Mr. Slone    | Slone       | Bolton Octagon              | -                                                    |
| -    | Svejk                     | Lt. Lukas   | Gate Theatre                | -                                                    |
| -    | The Backroom              | Charlie     | Bush Theatre                | -                                                    |